# STS-88
La STS-88 è stata una missione spaziale del Programma Space Shuttle.
È stata la prima missione di assemblaggio della Stazione spaziale internazionale. Lo scopo è stato quello di portare in orbita il modulo statunitense Unity e di agganciarlo al modulo russo Zarja che era già in orbita.

## Equipaggio
- Robert D. Cabana (4) - Comandante
- Frederick W. Sturckow (1) - Pilota
- Jerry Lynn Ross (6) - Specialista di missione
- Nancy J. Currie (3) - Specialista di missione
- James H. Newman (3) - Specialista di missione
- Sergej Konstantinovič Krikalëv (4) - Specialista di missione

Tra parentesi il numero di voli spaziali completati da ogni membro dell'equipaggio, inclusa questa missione.

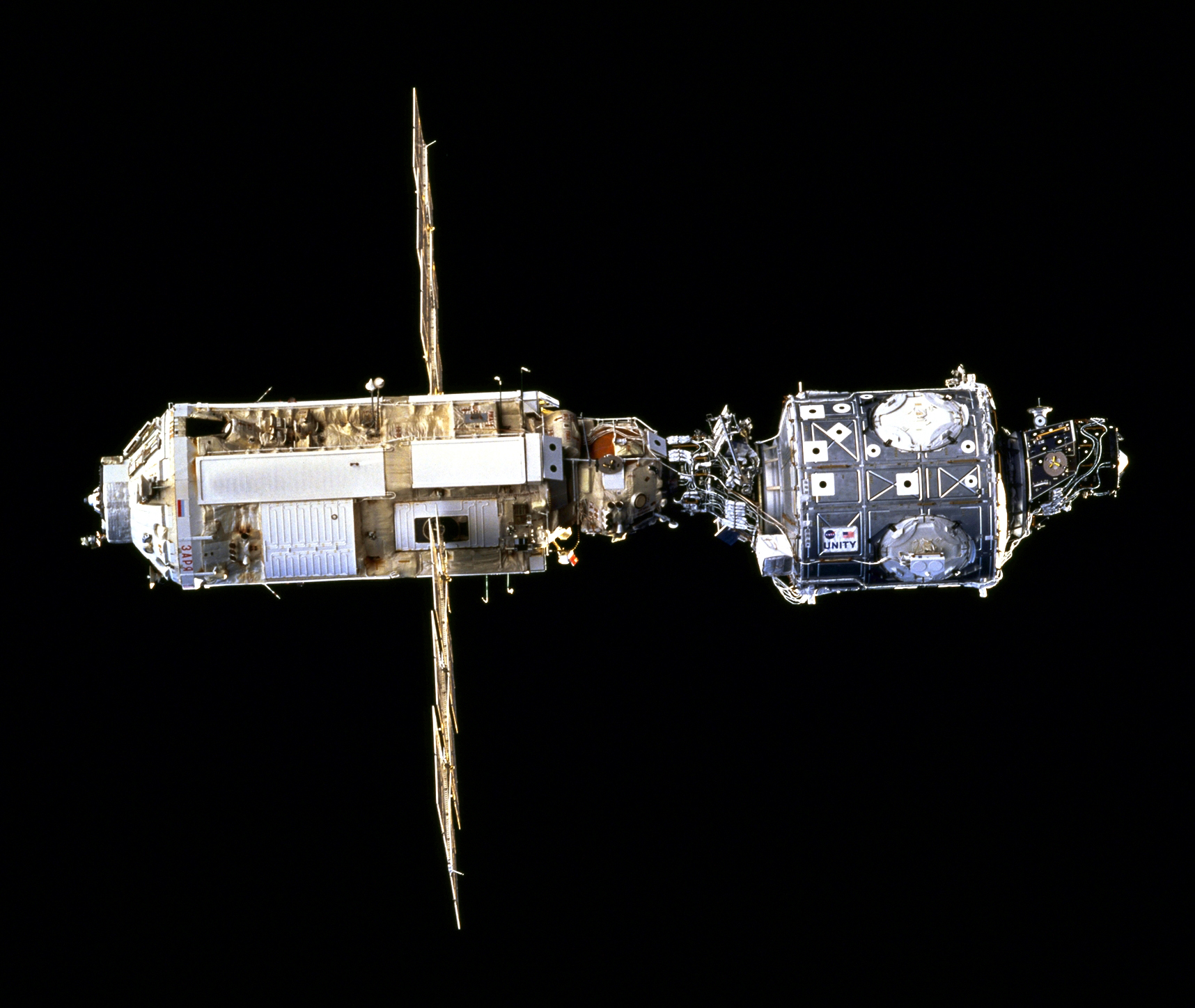
Il modulo Unity unito al modulo Zarja.

## Il presunto satellite alieno
Durante una dell'attività extraveicolari che furono necessarie per completare l'unione e la connessione tra i due moduli, l'astronauta Jerry Ross perse una coperta termica che avrebbe dovuto installare sul modulo Unity per isolare termicamente alcuni elementi di metallo (dei perni) che erano stati utilizzati per ancorare il modulo stesso durante il trasporto nella stiva dello Shuttle. Gli astronauti della NASA scattarono in due minuti una sequenza fotografica dell'oggetto in allontanamento. Alcune immagini di quella sequenza hanno contribuito a rinfocolare la credenza ufologica che attorno alla Terra ci sia un satellite alieno di cui le agenzie spaziali terrebbero all'oscuro l'opinione pubblica.